# Підводні човни типу «Вілк»
Підводні човни типу «Вілк» — серія польських мінно-торпедних підводних човнів, побудованих у 1920-30 роках. Було побудовано три човни: «Вілк», «Жбік» і «Рис» («Вовк», «Лісовий кіт» та «Рись»).